# Быстрянская культура
Быстрянская культура — археологическая культура раннего железного века (VI—I вв. до н. э.), основные находки предметов которой были сделаны в предгорьях Алтая.

## История изучения
Впервые всю совокупность черт быстрянской культуры обозначил в 1989 г. Александр Суразаков, предложивший выделить их в особую чумышско-ишинскую группу памятников. Позднее С. М. Киреев[кто?] предложил назвать эту культуру быстрянской, по погребальному комплексу рядом с селом Быстрянка в Красногорском районе Алтайского края.

## Происхождение, локализация и датировка культуры
В VI в до н. э. на территорию Бийско-Чумышской возвышенности (Причумышья) проникают различные группы переселенцев, впоследствии смешавшихся с представителями большереченской культуры. На сравнительно небольшой территории в это время приживают разные группы населения с различными хозяйственными укладами. Центром формирования новой культуры стало междуречье Бии и Катуни. Большое количество памятников этой культуры представлено в окрестностях Маймы. Северо-восточная граница распространения быстрянской культуры находится в среднем течении Чумыша (где граничила с ареалом староалейской культуры), западнее Салаирского хребта, северо-западная проходит севернее Бийска и озера Иткуль. Западная граница проходит по долине Ануя и Бащелакскому хребту. На юге быстрянские памятники известны до Манжерока.
Хронологические рамки культуры охватывают VI—III века до н. э. В IV-III веках до н. э. на север продвигаются отдельные группы пазырыкцев, которые ассимилируют быстрянские племена. В дальнейшем быстрянская культура утрачивает самобытность.

## Образ жизни
Северные предгорья Алтая и Причумышье отличаются большим количеством осадков. В зимний период здесь имеется значительный снежный покров, а в летнее время формировался хороший растительный покров. Для кочевников скифо-сакского круга этот регион был пригоден в качестве пастбищ только в летний период. Участков пастбищ, на которых зимой был низкий снежный покров, было очень мало. На зиму яйлажные кочевники-быстрянцы передвигались в низовья Катуни. Согласно данным, полученным из быстрянских поселений Майминского археологического комплекса, в составе стада преобладала лошадь (находки костей этого животного составляют от 40 до 80% всех находок костей животных в ходе раскопок). Также встречаются коровы и овцы, что говорит о достаточно подвижном характере хозяйства быстрянцев.
Восточнее Бии и в северных предгорьях Алтая быстрянское население переходило к оседлости, комплексному ведению хозяйства. Этому способствовало достаточное увлажнение территории, более высокие температуры в стравнении с лесостепным и горным Алтаем. В комплексное хозяйство входило земледелие, собирательство, охота. Незначительную роль играла рыбная ловля.
Поселения быстрянцев были двух типов. К первому относятся временные стойбища животноводов. Судя по отсутствию следов углубленных в материк жилищ, проживали здесь во временных наземных жилищах. В незначительном количестве здесь обнаруживаются следы хозяйственных построек. Второй тип — стационарные поселения, где строили небольшие, прямоугольные в плане жилища, незначительно углубленные в землю (вероятно, землянки или полуземлянки). На 2019 год достоверно крупных поселений, городищ, относимых к быстрянской культуре, не было обнаружено.
Ремёсла у быстрянцев носили домашний характер. Это ткачество, керамическое производство, обработка рога и кости, резьба по дереву, обработка кожи. Бронзовое литьё осуществлялось из привозных слитков или лома изделий. Железные изделия были, судя по всему, предметом импорта, так как следов собственного производства у быстрянцев не обнаружено. Керамика изготовлялась из глины, смешанной с дресвой — измельчённым камнем. Особенностью декора быстрянской керамики — узоры в виде рассечённых валиков, имитировавших шины на кожаной посуде. Баночные сосуды обычно украшались жемчужником или ямочными вдавлениями. Также керамическими были рыболовные пряслица. Пояса быстрянской культуры, находимые в погребениях — наборные, из металлических деталей: блях-накладок и пряжек. Известны находки фрагментов литейных форм, предназначавшихся для литья деталей поясов. Среди быстрянских изделий встречаются и сделанные в зверином стиле.
Антропологически быстрянцы были европеоидами с монголоидной примесью (хотя антропология носителей быстрянской культуры пока ещё слабо изучена).

## Погребальный обряд
Погребальный обряд быстрянцев в целом характерен для скифо-сакских культур того периода. Погребения курганного типа. Курганы сложены как правило из земли, реже из камня. Встречаются комбинированные варианты, когда земляная насыпь окружалась крепидой (забором из крупных камней по окружности кургана) или с «панцирем» из одного слоя камня. Под курганом обычно располагалась одна могила. Случаи нахождения двух или трёх могил очень редки.
Умершего хоронили в яму глубиной от 1,5 до 3 м, в которой устраивали бревенчатую или дощатую обкладку, реже устанавливались срубы. Над ними устраивались перекрытия. Положение умершего — на спине головой на запад. В могилу помещали заупокойную пищу, чаще всего — заднюю (курдючную) часть бараньей туши. Рядом с мясом укладывали бронзовый или железный нож (также и другое оружие, вроде стрел или чеканов (клевцов); а также вотивные изделия, представляющие собой уменьшенные копии настоящего оружия, и обнаруживаемые в быстрянских погребениях V-III вв. дло н. э.). Наличие большого количества находок предметов оружия в мужских погребения, по-видимому, говорит о высокой степени милитаризации общества быстрянской культуры, это связано с тем, что предгорья Алтая были местом соприкосновения различных культурных групп, что, вероятно, приводило к конфликтам. Также в могилу укладывали керамику — чаще всего кувшины, и относительно редко — банки. Значительная часть погребений сопровождается захоронением лощади, туша укалдывалась на специальном возвышении к югу от тела покойного. Обычно хоронили одну, реже двух лошадей. Лошадь помещали в могилу взнузданной, благодаря чему очень хорошо изучено конское снаряжение быстрянской культуры. Детали изготавливались из кости, рога и металлов.